# Ununennio
L'ununennio (in latino ununennium) è il nome temporaneo di un elemento chimico della tavola periodica ancora non scoperto e avente simbolo (anch'esso temporaneo) Uue e numero atomico di 119.
Come gli altri metalli alcalini, l'ununennio sarebbe estremamente reattivo in acqua, ma come il francio non può essere ottenuto in grandi quantità. L'elemento 119 sarebbe il primo dell'ottavo periodo e l'ottavo membro del primo gruppo.
Sarebbe formato da 119 elettroni, 119 protoni e 197 neutroni.

## Storia
La sintesi dell'elemento 119 è stata tentata a Berkeley, California, nel 1985, bombardando un bersaglio di einstenio-254 con calcio-48. Nessun atomo di ununennio è stato identificato.
25499Es+4820Ca→302119Uue*→nessun atomo creato
Data la grande difficoltà di rendere l'einstenio un bersaglio abbastanza grande per innalzare la sensibilità dell'esperimento al livello richiesto, è altamente improbabile che questa reazione possa essere utile.
Si è previsto che le emivite degli isotopi 294 e 302 dovrebbero essere, al massimo, rispettivamente, di 485 e 163 μs.

## Origine del nome
Il nome che, come già detto, è temporaneo, deriva dal numero atomico dell'elemento (119); ad ogni cifra, infatti, corrisponde una radice del nome: "un" (uno)-"un" (uno)-"enn" (nove).
Infine dopo il nome viene aggiunto un suffisso ("-io").